# Cyclophora quercimontaria
Cyclophora quercimontaria é uma espécie de insetos lepidópteros, mais especificamente de traças, pertencente à família Geometridae.
A autoridade científica da espécie é Bastelberger, tendo sido descrita no ano de 1897.
Trata-se de uma espécie presente no território português.